# Блуна
Блуна (лат. Morus bassanus) врста је морске птице и највећи представник истоимене породице.

## Опис
Младунци су тамносмеђи током прве године живота и постепено добијају све више и више беле све док не одрасту након пет година. Одрасли су дуги 81—110 cm и тешки 2,2—3,6 km. Имају распон крила од 165—180 cm. Пре него што добију перје, младе птице (старе око 10 недеља) могу тежити и преко 4 кг. Перје им је бело са црним врховима пера на крилима. Кљун је лаган и плавкаст. Очи су светлоплаве и окружује их гола црна кожа. Током сезоне парења глава и врат добијају жућкасту боју.

## Распрострањеност
Њихов ареал је Северни Атлантик. Обично се гнезде у великим колонијама, на литицама са погледом на море. Највећа колонија живи на острву Бонавентур у Квебеку и броји преко 60.000 парова. Међутим, 68% светске популације блуна размножава се у приобаљу британских острва, и то:
- на источној обали Шкотске 2004. је забележено 48.000 гнезда[5]
- на Хебридима, где је највећа колонија ових птица у Европи која броји више од 60.000 гнезда
- на Исланду, где се гнезди измежу 14 и 15.000 парова.[6][7]

То су птице селице и већина зимује на мору, у Јужном Атлантику.

## Галерија
- Преношење материјала за израду гнезда
- Јаје блуне
- Птић

- Млада птица
- Јувенилна јединка са браон перјем
- Блуна током лова